# Hipolímnio

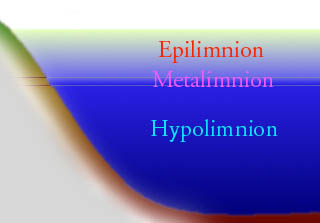
A estratificação natural de um lago em regime abiótico.

Em limnologia, o hipolímnio é o estrato ou camada inferior da coluna de água, num lago ou albufeira, situando-se abaixo do metalímnio e caracterizando-se por concentrar águas estagnadas, por sinal as que estão às temperaturas constantes mais baixas da coluna de água. 
As características químicas, físicas e biológicas desta camada são diferentes das que lhe ficam suprajacentes.
Outra interpretação é de que esta camada corresponde à zona afótica dos ecossistemas marinhos, ou seja, a região onde já não se faz sentir o efeito da luz solar.